# Apramicina

Estructura

L'apramicina (en anglès:Apramycin i també Nebramycin II) és un antibiòtic aminoglicòsid usat en la medicina veterinària. està format per carboni, hidrogen, nitrogen i oxigen. El produeix Streptomyces tenebrarius.
Està indicat en el tractament d'infeccions bacterianes en animals.